# Haga Station
Haga Station (Haga stasjon) er en jernbanestation, der ligger i Nes kommune på Kongsvingerbanen i Norge. Stationen består af to spor med to perroner af træ, en stationsbygning der ligeledes er af træ og en parkeringsplads. Den betjenes af lokaltog mellem Asker og Kongsvinger.
Stationen åbnede sammen med banen 3. oktober 1862. Den blev fjernstyret 21. maj 1966 og gjort ubemandet 1. oktober 1970.
Stationsbygningen blev opført til åbningen i 1862 efter tegninger af Heinrich Ernst Schirmer og Wilhelm von Hanno.